# Arnt Jensen
Arnt Jensen (f. 1971) er dansk spildesigner og indehaver af Playdead (en). Han er skaber og instruktør af de to prisvindende digitale spil Limbo og Inside (en). Arnt Jensen modtog i maj 2023 Statens Kunstfonds livslange hæder for sit arbejde, og han blev i den forbindelse beskrevet som “en nøgleperson i udviklingen og modningen af digitale spil som kunstform - både i Danmark og internationalt”.
Spillet Limbo blev et hovedværk på den internationale scene for indie-spil omkring år 2010. Playdeads andet spil Inside udkom i 2016 og vandt fire BAFTA-priser. Spillet blev i 2022 optaget i Museum of Modern Arts permanente samling. Arnt Jensens succes er flere steder blevet tilskrevet hans kompromisløse, kunstneriske tilgang til skabelsen af spil.

## Biografi
Arnt Jensen er opvokset i Mejlby mellem Århus og Randers og som barn og ung var hans helt store interesse at tegne. I starten af 1980-erne købte hans far en computer (TI-99/4A), og på den lavede Arnt Jensen sine første spil. Siden fik han en Amiga 500 (en), og på den skabte han sin første pixelgrafik i programmet Deluxe Paint (en). Arnt Jensens interesse for at tegne fik ham i 1994 ind på Designskolen i Kolding. Hans afgangsprojekt var digitalt, og efterfølgende lavede han illustrationer som freelancer, indtil han fik job hos spilproducenten IO Interactive, der er kendt for ’Hitman’-spillene.

## Limbo
I 2004 begyndte Arnt Jensen at tegne på et sort-hvidt melankolsk univers. I 2006 postede Arnt Jensen en kort trailer for sit projekt, og på kort tid havde flere millioner set den, og der kom mails fra hele verden med tilbud fra spiludviklere og -udgivere. Traileren blev senere til spillet Limbo.
I kølvandet på trailerens succes stiftede Arnt Jensen i 2006 Underholdningsbranchen ApS, som førte til etableringen af Playdead to år senere.
I 2010 udkom Limbo på Xbox 360 og senere på PlayStation 3, Microsoft Windows, macOS, iOS og Android. Limbo er solgt 4,5 millioner gange til PC og mere end 10 millioner gange på tværs af platforme Politiken skrev, at “genialiteten blomstrer i spillets begrænsninger”.

## Inside
I 2016 udgav Playdead spillet INSIDE på spillekonsoller og PC. Spillet fik en overvældende modtagelse. The Guardian kaldte spillet for en “beautifully bleak dystopian puzzler” og gav det 5 stjerner. Washington Post beskrev Inside som “A gaming masterpiece” og Time Magazine skrev at INSIDE er “a Masterful, Elliptical Puzzle-Platformer”. Jyllands-Postens anmelder kaldte INSIDE for et “mesterværk”.
I april 2017 vandt Insidefire britiske BAFTA-priser. Spillet vandt priser i kategorierne Artistic Achievement, Game Design, Narrative and Original Property.. INSIDE vandt også adskillige priser ved D.I.C.E._Awards (en) i Las Vegas og ved Game Developer Choice Awards i San Francisco i 2017. I 2018 vandt Inside Playdeads anden Apple Design Award, og som det første danske spil er INSIDE blevet optaget i MoMA’s permanente samling, hvor man også finder klassikere som Pac-Man (1980), Tetris (1984), The Sims (2000) og Minecraft (2011).

## Det tredje spil
Siden udgivelsen af INSIDE har Arnt Jensen og Playdead arbejdet på et tredje spil - et 3. persons-, open-world-, sci-fi adventurespil .  Playdead har ikke meldt ud, hvornår det tredje spil udkommer. Playdead har, i forbindelse med udarbejdelsen af spillet, indgået en udgivelses-aftale med den amerikanske spiludgiver Epic Games.
Arnt Jensen modtog i maj 2023 Statens Kunstfonds livslange hædersydelse.